# Una papallona a l'espatlla
Una papallona a l'espatlla (títol original: Un papillon a l'épaule) és una pel·lícula de França dirigida per Jacques Deray el 1978. Ha estat doblada al català.

## Argument
Mentre s'està a Barcelona amb la seva dona per una setmana, Roland Fériaud (Lino Ventura) descobreix en el seu hotel un home que agonitza, abans de morir. Sense saber com, desperta en un hospital psiquiàtric on se li pregunta amb insistència sobre una misteriosa cartera de la qual no té cap record. Roland escapa i busca la policia. Quan arriben a la clínica, el lloc és buit, però troben un cadàver. L'acusen de l'assassinat, però ell sap que no l'ha comès.

## Repartiment
- Lino Ventura: Roland Fériaud
- Claudine Auger: la dona de l'impermeable
- Paul Crauchet: Raphaël
- Jean Bouise: Doctor Bravier
- Nicole Garcia: Sonia Fériaud
- Roland Bertin: l'alt funcionari
- Xavier Depraz: Miguel Carrabo
- Dominique Lavanant: la jove
- José Lifante: Comissari
- Jacques Maury: Goma
- Laura Betti: Madame Carrabo

## Llocs de rodatge
- Barcelona.[3]

## Premis i nominacions
- 1979: Nominada pel César al millor muntatge (Henri Lanoë).